# Edificio Francisco Serrador
L'Edificio Francisco Serrador (in portoghese: Edifício Francisco Serrador) è un palazzo di 22 piani situato nel centro di Rio de Janeiro, dalla particolare forma circolare, uno dei simboli del centro della città e in particolare di Cinelândia.

## Storia
Ideato dall'imprenditore spagnolo Francisco Serrador, fu terminato nel 1944 (tre anni dopo la sua morte). Fu sede dell'Hotel Serrador che ospitava politici e impresari di visita a quella che un tempo era la capitale brasiliana.